# Parc de la Riera
El Parc de la Riera és un parc urbà situat al Districte de Ponent de Palma (Mallorca, Illes Balears). Fou anomenat així perquè fou construït al voltant del curs del torrent de la Riera de la ciutat.

## Història
Amb l'aprovació del Pla Calvet es preveia una àmplia zona verda al nord-oest del futur eixample de Palma al voltant del recorregut del torrent de la Riera i que seria la més gran de la ciutat després del Bosc de Bellver. Els plans urbanístics posteriors de Jaume Alenyar (1912), Gaspar Bennàssar (1916) i Gabriel Alomar (1942) la varen mantenir, tot i no entrar en detalls quant al seu desenvolupament que, en tot cas, mai es va dur a terme. Els PGOU de 1973 i 1985 també varen recollir i mantenir la idea de convertir aquella extensió de terreny en una gran zona verda i d'equipaments per a la ciutat.
No fou fins a l'any 2000 que l'Ajuntament de Palma fa les primeres passes per planificar la construcció de la zona verda, que fou batejada com a Sa Falca Verda. El 2002 va convocar un concurs públic de projectes i va sortir guanyador el de l'arquitecte Manuel Ribas Piera. El projecte es dividia en quatre àrees d'execució: zona A, que comprenia el Canòdrom i el Velòdrom; zona B o central; la zona C, terrenys al costat de l'Estadi Lluís Sitjar, i la zona D, terrenys devora la Via de Cintura.
El 13 d'abril de 2005 varen donar inici les obres a la denominada zona B o central, la única lliure d'entrebancs. Aquesta zona va ser batejada des de llavors com a parc de la Riera. La resta de zones previstes de Sa Falca Verda no es varen executar arran les expropiacions pendents dels propietaris afectats, la resolució dels recursos judicials derivats i la manca de recursos. Això va condicionar l'obra, que es preveia concloure l'any 2007 i només la zona B fou executada.
El Parc de la Riera fou inaugurat el 21 de gener de 2007, després d'una inversió de 26 milions d'euros en obres i 11 més en expropiacions.

## Descripció
El parc té una extensió d'uns 120.000 metres quadrats. Està limitat pel carrer d'Andreu Torrens (sud), Camí de Jesús (est), carrer de Salvador Dalí (nord) i pel Parc de Son Cotoner, carrers de Joan Dameto i Sínia d'en Gil i solar de l'Estadi Lluís Sitjar (oest). El recinte està tancat i té quatre portes d'accés per Andreu Torrens, Camí de Jesús, Salvador Dalí i Sinia d'en Gil.
A grans trets, el parc té els serveis següents:
- Amfiteatre per a espectacles.
- Zona de jocs infantils que inclou un castell a imitació del Castell de Bellver).
- Zona esportiva amb camp de futbol, un altre de bàsquet i un tercer de voleibol.
- Zona de màquines esportives per fer exercici.
- Pista de Skatepark.
- Pipicans per a mascotes.